# Ferula diversivittata
Ferula diversivittata là một loài thực vật có hoa trong họ Hoa tán. Loài này được Regel & Schmalh. mô tả khoa học đầu tiên năm 1877.